# Giuseppe Poli (pittore)
Giuseppe Luigi Poli (Alzano Lombardo, 1770 – Bergamo, XIX secolo) è stato un pittore italiano.

## Biografia
Figlio di un medico di Alzano Maggiore, a diciannove anni si diresse a Roma per aggiornare il suo stile pittorico e tematico, frequentando l'accademia di Domenico Corvi; dopo il suo ritorno nella bergamasca dovrà attendere i quarant'anni per vedersi assegnate le prime commissioni: a questo periodo risalgono infatti il Ritratto di Giacomo Quarenghi (1811), la chiamata all'Accademia Carrara per sostituire Giuseppe Diotti, l'ovale con Ester e Assuero per la Cappella Colleoni (1822) e la stesura, con Diotti, della perizia dei quadri del conte Pietro Pesenti (1827). Il Poli si specializzò poi nella ritrattistica, ponendosi come buona alternativa al lavoro del Diotti. 
Non è nota con precisione la data di morte, ma si presuppone sia antecedente al 1855; nel 1874 il suo Autoritratto (risalente forse all'inizio degli anni Trenta dell'Ottocento) venne donato alla Carrara tramite legato della nipote Teresa Milesi Poli, che tre anni dppo donava altre opere dell'artista, tra cui il dipinto Paolo e Francesca del 1827. 

## Opere

### Paolo e Francesca
Il dipinto, realizzato nella metà del XIX secolo con la tecnica dell'olio su tela, rappresenta Paolo nell'atto di baciare l'amata, scena ripresa dalla Divina Commedia di Dante (E la bocca mi baciò tutto tremante, Inferno, canto V). Sulle ginocchia della ragazza è presente il libro aperto che narra delle imprese di Lancillotto ( Galeotto fu il libro e chi lo scrisse Inferno, canto V). Alle loro spalle il marito di Francesca assiste alla scena, preannunciando quindi la sorte dei due amanti.

### Ritratto di Giacomo Quarenghi
Realizzato intorno al 1811, è un ritratto realizzato con la figura posta a tre quarti. I colori sono opachi.

### Altre opere
Tra gli altri dipinti si può prendere per esempio il ritratto di un uomo, realizzato con olio su carta, in bianco e nero e conservato sempre nell'accademia Carrara. L'uomo è raffigurato nell'atto di rivolgere lo sguardo all'indietro e verso l'alto. Altre sono ad esempio il Sogno di Giuseppe realizzato per la parrocchiale di Almenno e "Ester e Assuero" del 1822, conservato nella cappella Colleoni.

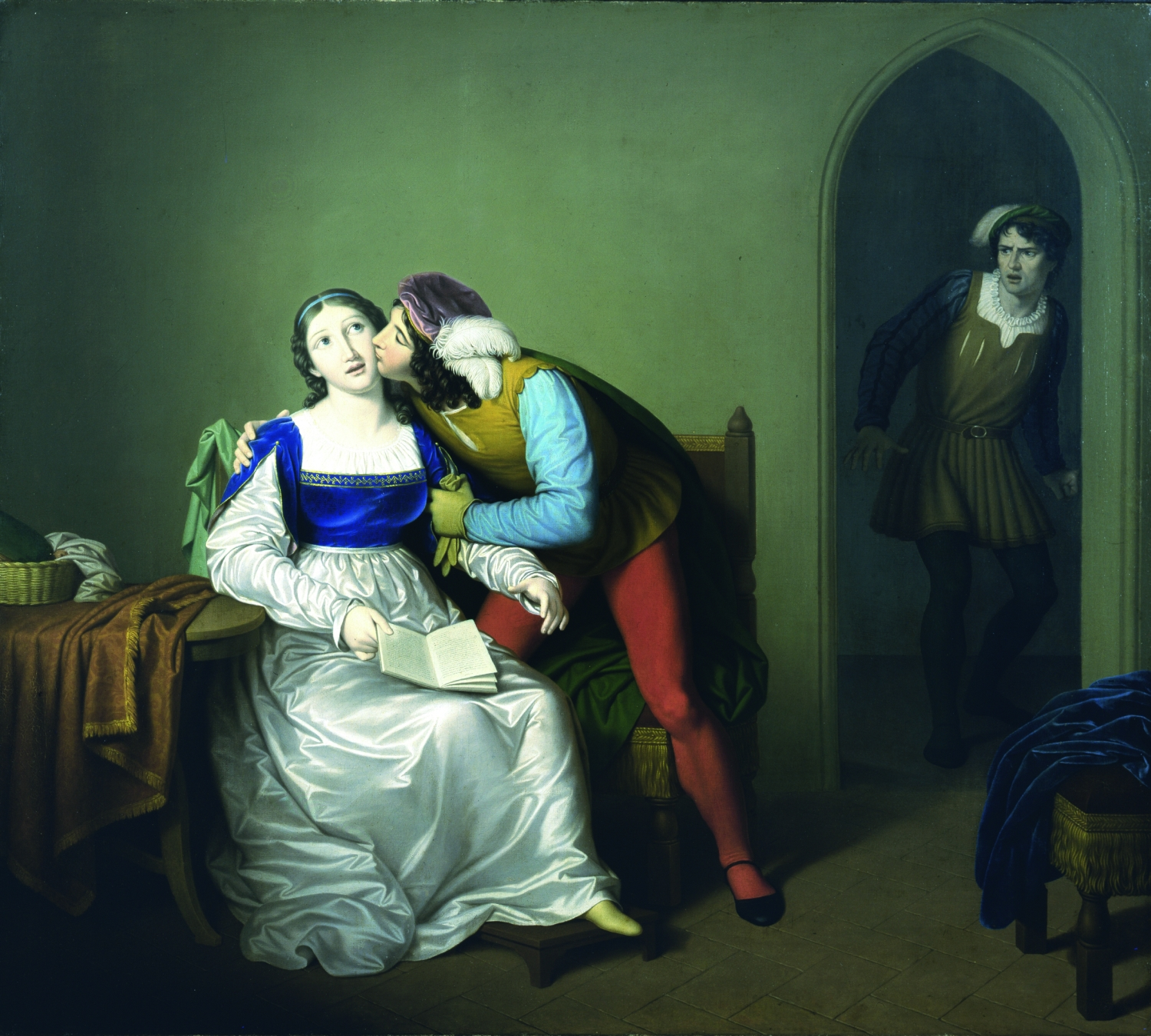
Il bacio tra Paolo e Francesca
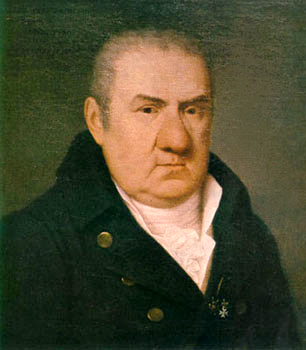
Giacomo Quarenghi
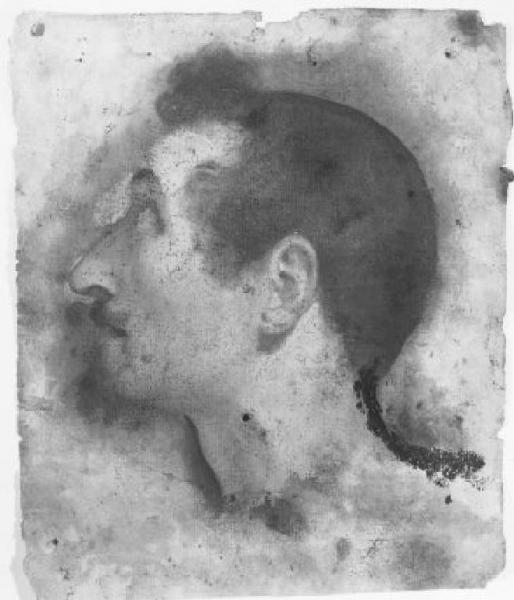
Testa d'uomo